# Жаба Латаста
Жаба Латаста (лат. Pseudepidalea latastii) — земноводное семейства настоящих жаб. Получила название в честь французского зоолога Фернана Латаста (1847—1934).
Общая длина достигает 5—6,2 см. Голова плоская, без костных гребней. Паротоидные железы имеют изогнутую форму. Туловище толстое, массивное. Конечности хорошо развиты. Пальцы с двойными субартикулярными бугорками. Окраска спины оливковая, пятнистая или с мраморным рисунком. Брюхо тёмно-пятнистое.
Любит леса умеренного пояса, прерывистые реки, пресноводные болота, пахотные земли. Встречается на высоте от 2600 до 5238 метров над уровнем моря. Активна в сумерках. Питается беспозвоночными и членистоногими.
Самка откладывает яйца в небольшие водоёмы. Головастики тёмно-коричневого цвета. До завершения метаморфоза находится в воде.
Вид распространён в Пакистане (Балтистан и Ладакх) и Индии (штаты Джамму и Кашмир).